# Archeophthora tasmanicum
Archeophthora tasmanicum is een keversoort uit de familie zwartlijven (Tenebrionidae). De wetenschappelijke naam van de soort is voor het eerst geldig gepubliceerd in 1919 door Carter.